# Comisión Pospelov

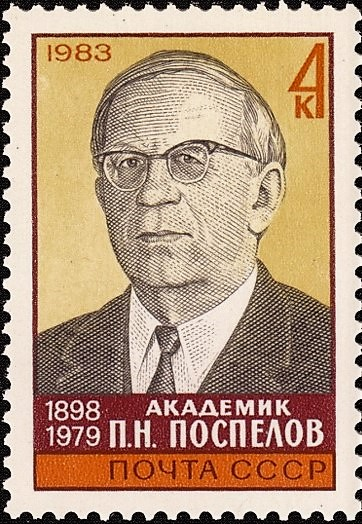
Piotr Nikoláievich Pospélov, propagandista y académico soviético que le da nombre a la comisión

La Comisión Pospélov fue una comisión del Comité Central del Presidium del Partido Comunista de la Unión Soviética encabezada por Piotr Pospélov, cuyos resultados habían sentado las bases y el contenido del «discurso secreto» de Nikita Jruschov,  Acerca del culto a la personalidad y sus consecuencias. Según Jruschov, "la comisión se encargó de describir cómo pudo llevarse a cabo la represión masiva contra los miembros y candidatos del XVII Congreso del Partido Comunista de la Unión Soviética".
De acuerdo al propio Jruschov:

Como ya conocía la opinión del Procurador General, de que no había sustancia en los crímenes de los que se acusó a la gente en la década de 1930, y después de hablar con el Presidium, decidimos establecer una comisión, y propuse que confirmásemos al Camarada Pospelov, un secretario del Comité Central, como jefe de esa comisión. 

Me guie por el hecho de que había sido editor de Pravda por muchos años, y que era considerado próximo a Stalin. Si la actitud de Stalin respecto a él no hubiera sido positiva, no habría sido editor de Pravda. [...] Cuando dimos a conocer que Stalin había muerto, Pospelov estaba más triste que nadie, y literalmente sollozó. Incluso Beria le increpó "¿Qué problema tienes? ¡Déjalo ya!" En resumen, no teníamos duda sobre su opinión favorable acerca de Stalin, y pensamos que eso inspiraría confianza en el material que su comisión preparase.
Nikita Jruschov, Memorias, Pg 206, Volumen 2

La comisión fue establecida por el Presidium el 31 de diciembre de 1955. Además de su presidente, Pospélov, estaba el secretario del Comité Central, Averky Áristov, el presidente del Consejo Central de Sindicatos de toda la Unión, Nikolái Shvérnik, y el vicepresidente del Comité de Control del Partido, P.T. Komarov. El informe de la comisión fue presentado al Presidium el 9 de febrero de 1956. Se ha sugerido que los resultados de la Comisión sorprendieron al mismo Kruschev, pues buena parte de los documentos en los que se basó no estaban accesibles al Comité Central, siendo custodiados por el NKVD y la KGB.